# Thymoites ramon
Thymoites ramon är en spindelart som beskrevs av Claude Lévi 1964. Thymoites ramon ingår i släktet Thymoites och familjen klotspindlar.
Artens utbredningsområde är Peru. Inga underarter finns listade i Catalogue of Life.